# Henry Carrington Lancaster
Henry Carrington Lancaster, né le 10 novembre 1882, mort le 29 janvier 1954, est un professeur de lettres et historien de la littérature, américain, spécialiste de la littérature dramatique française du XVIe siècle au XVIIIe siècle.

## Biographie
Henry Carrington Lancaster est né à Richmond, en Virginie, dans une famille nombreuse comptant 13 frères et sœurs. Il obtient son diplôme à l'Université de Virginie et enseigne pendant un an dans un établissement privé, avant d'obtenir son doctorat à l'Université Johns-Hopkins en 1907. Son premier poste de recherche universitaire et d'enseignement est à Amherst. L'un de ses amis professeurs le présente à sa sœur cadette, Helen Converse Clark, étudiante au Barnard College et fille de l'économiste américain John Bates Clark de l'Université Columbia. Ils se marient en 1913 et s'établissent dans le voisinage du poète Robert Frost, qui devient leur ami.
Par la suite, il s'installe à Baltimore et enseigne à l'Université Johns-Hopkins. Son œuvre d'historien est consacrée à la littérature dramatique française du XVIe siècle au XVIIIe siècle.

## Œuvres
- The French Tragi-comedy, its origin and development from 1552 to 1628 (1907, inclus dans l'édition en 10 volumes de son History of French dramatic literature in the seventeenth century en 1966) ;
- Pierre Du Ryer, dramatist (1912) ;
- A history of French dramatic literature in the seventeenth century (1929-1942, édité en 10 volumes en 1966) ;
- Five French farces, 1655-1694 (en tant qu'éditeur, 1937) ;
- The Comédie française, 1680-1701 : Plays, actors, spectators, finances (1941) ;
- Adventures of a literary historian : a collection of his writings presented to H. Carrington Lancaster by his former students and other friends in anticipation of his sixtieth birthday, November 10, 1942 (1942) ;
- Sunset, a history of Parisian drama in the last years of Louis XIV, 1701-1715 (1945) ;
- French tragedy in the time of Louis XV and Voltaire, 1715-1774 (1950) ;
- The Comédie française, 1701-1774: plays, actors, spectators, finances (1951) ;
- French tragedy in the reign of Louis XVI and the early years of the French Revolution, 1774-1792 (1953).

## Distinctions
- Chevalier de la Légion d'honneur